# 大甸山遗址
大甸山遗址位于云南省保山市昌宁县田园镇，是一处春秋时期至汉代的遗址。遗址总面积约59万平方米，包括大甸山墓地、东甸山墓地、营盘山遗址、大横山遗址。大甸山遗址的文化内涵不同于滇文化，可能是哀牢国中心邑聚。

## 概述
- 大甸山墓地位于龙泉社区漆树坡小组东南侧的大甸山上，分为Ⅰ、Ⅱ、Ⅲ三个区域，Ⅰ区已发掘，Ⅱ、Ⅲ区仅进行了考古调勘[2]。2012年10月8日，龙泉红砖厂在大甸山取土时发现青铜器，随后上报至文物部门，并开展抢救性发掘，2012年11月15日至次年3月，云南省文物考古研究所联合保山市博物馆、昌宁县文管所等单位正式发掘[3][4]。共计发掘各类墓葬198座，其中竖穴土坑墓174座、斜坡土洞墓23座、瓮棺墓1座。出土随葬品268件（套），包括青铜器、石器、陶器、铜铁合制器、琥珀、海贝、麻织品、竹藤编织物等，以青铜器居多，铜鼓、铜钟、铜柄铜钺权杖、人面纹铜弯刀、仿竹器铜盒、铜象牙、琥珀串饰独具特色[3][2][5]。土坑墓年代为春秋晚期至战国晚期，或为氐羌民族遗存；土洞墓则在战国中晚期至东汉，或为哀牢国遗存[1][5]。大甸山墓地入围2013年度全国十大考古新发现终评[6]，但未能当选。
- 东甸山墓地在2012至2014年经过考古勘探[7]，发现火葬墓和土洞墓[1]。
- 营盘山遗址位于达丙社区南部营盘山，分为南区和北区[2]，为居住遗址，2014年、2015年的考古勘探中发现房屋居住面、柱洞、道路等遗迹，出土青铜器、陶器等[1][7]。
- 大横山遗址位于达丙社区东北部，据推断为一处祭祀遗址[1]，年代大致为春秋至汉[2]。1964年当地农民发现两面万家坝型铜鼓，其中一面内装有6件铜钟[8]。2016年进行调勘，发现人工围沟环绕的硬土平台，面积1200平方米，并清理出铜鼓一面[2][1]。

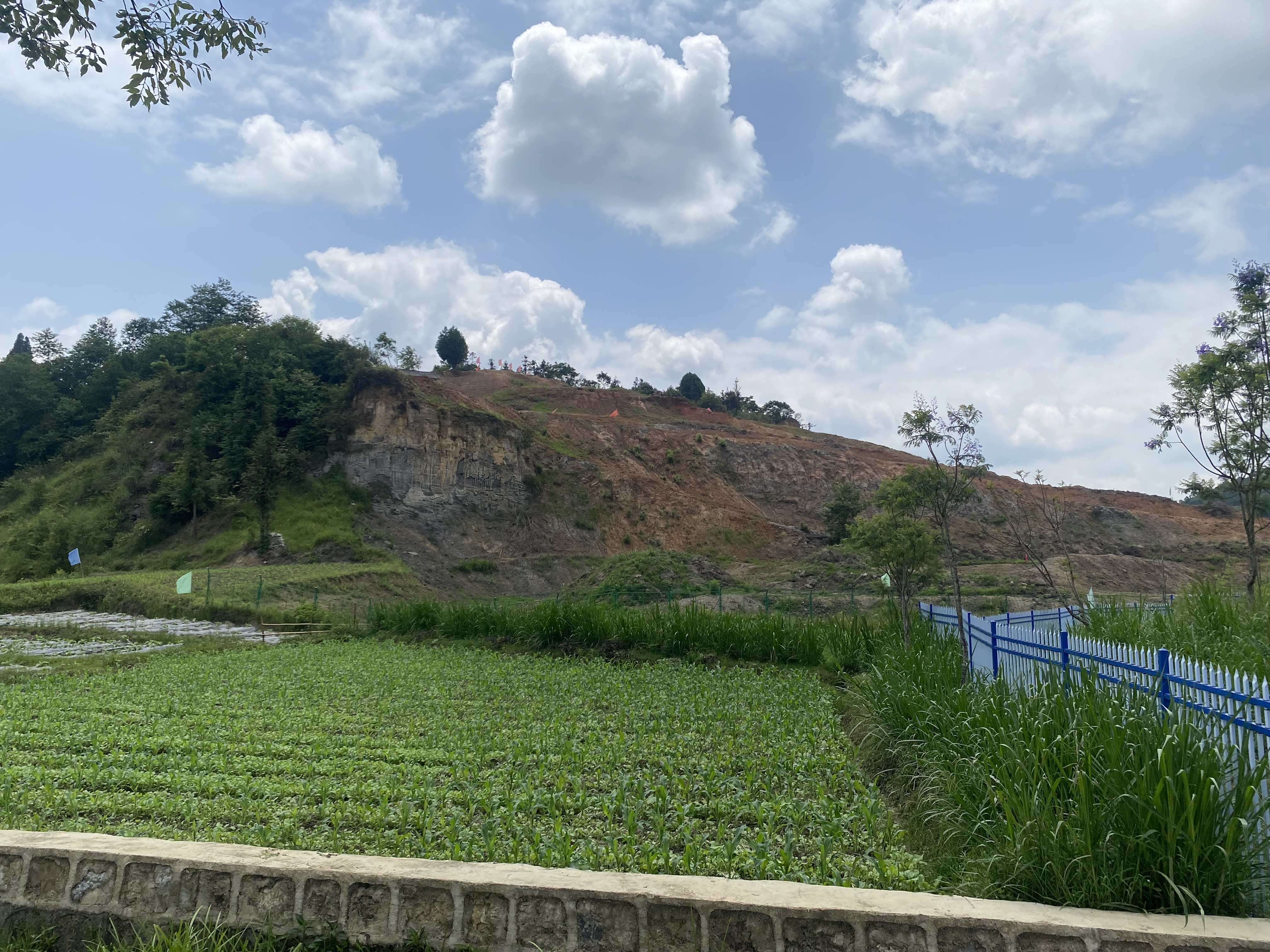
墓葬台地
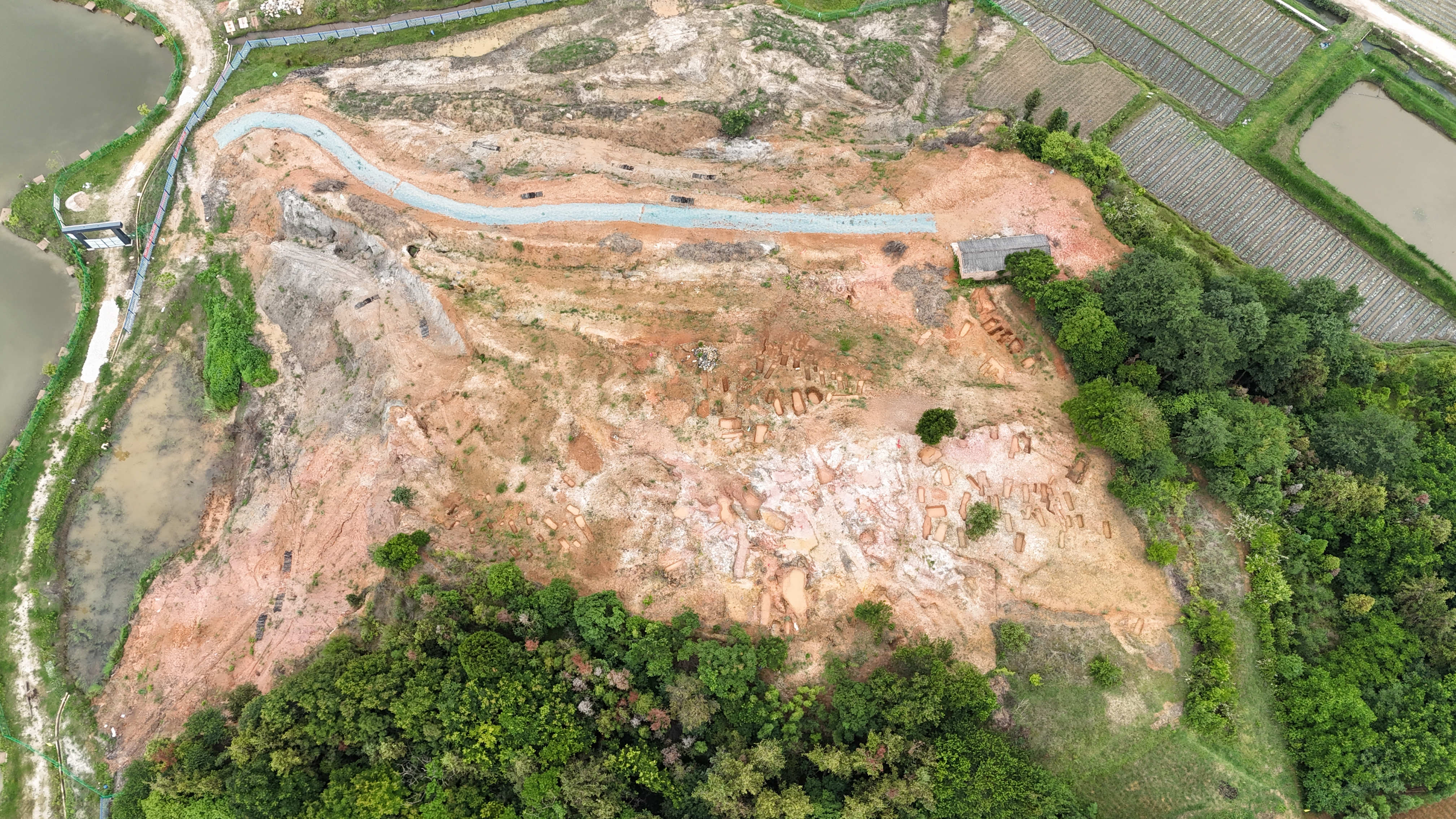
航拍
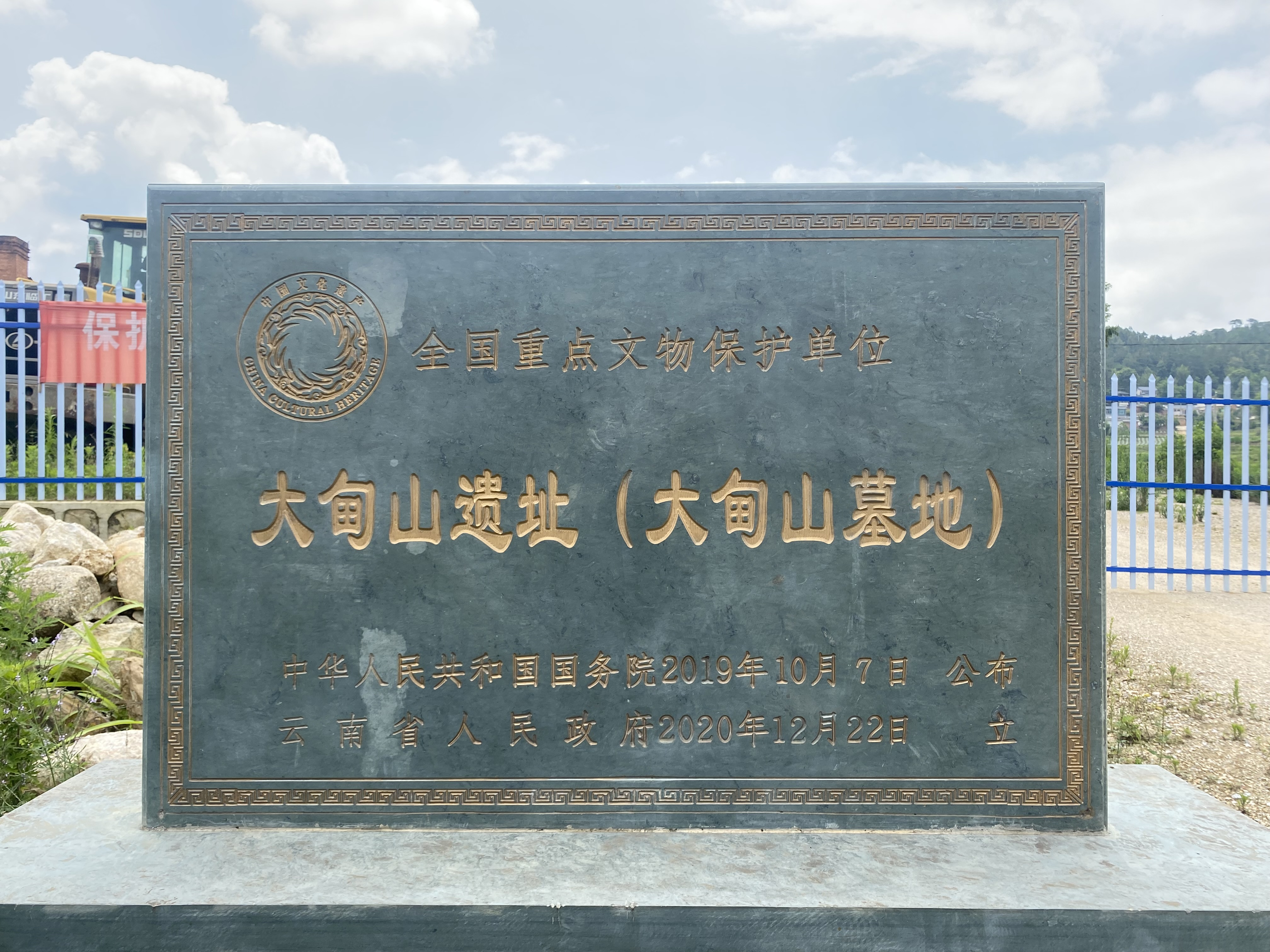
文保碑
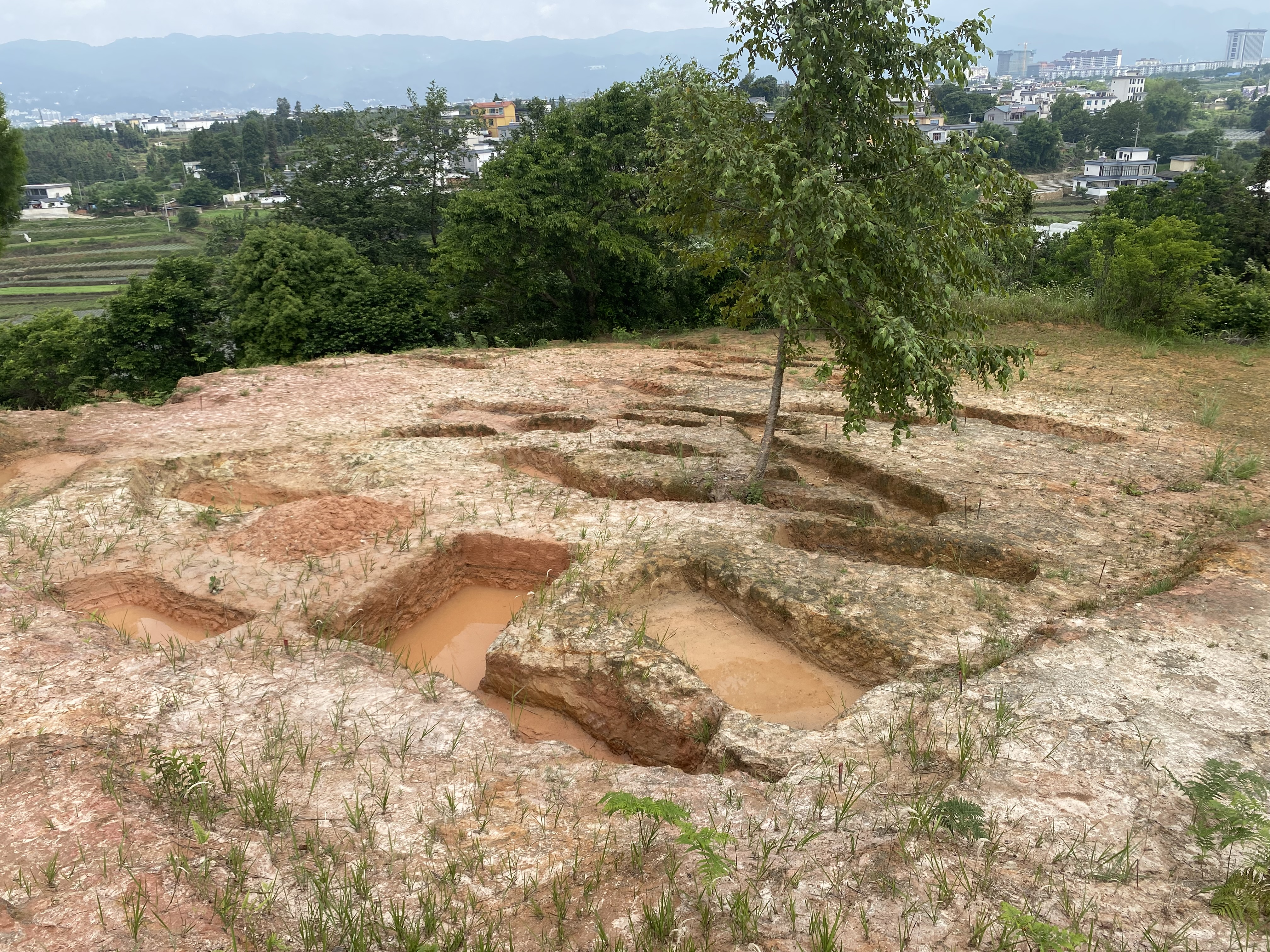
墓坑
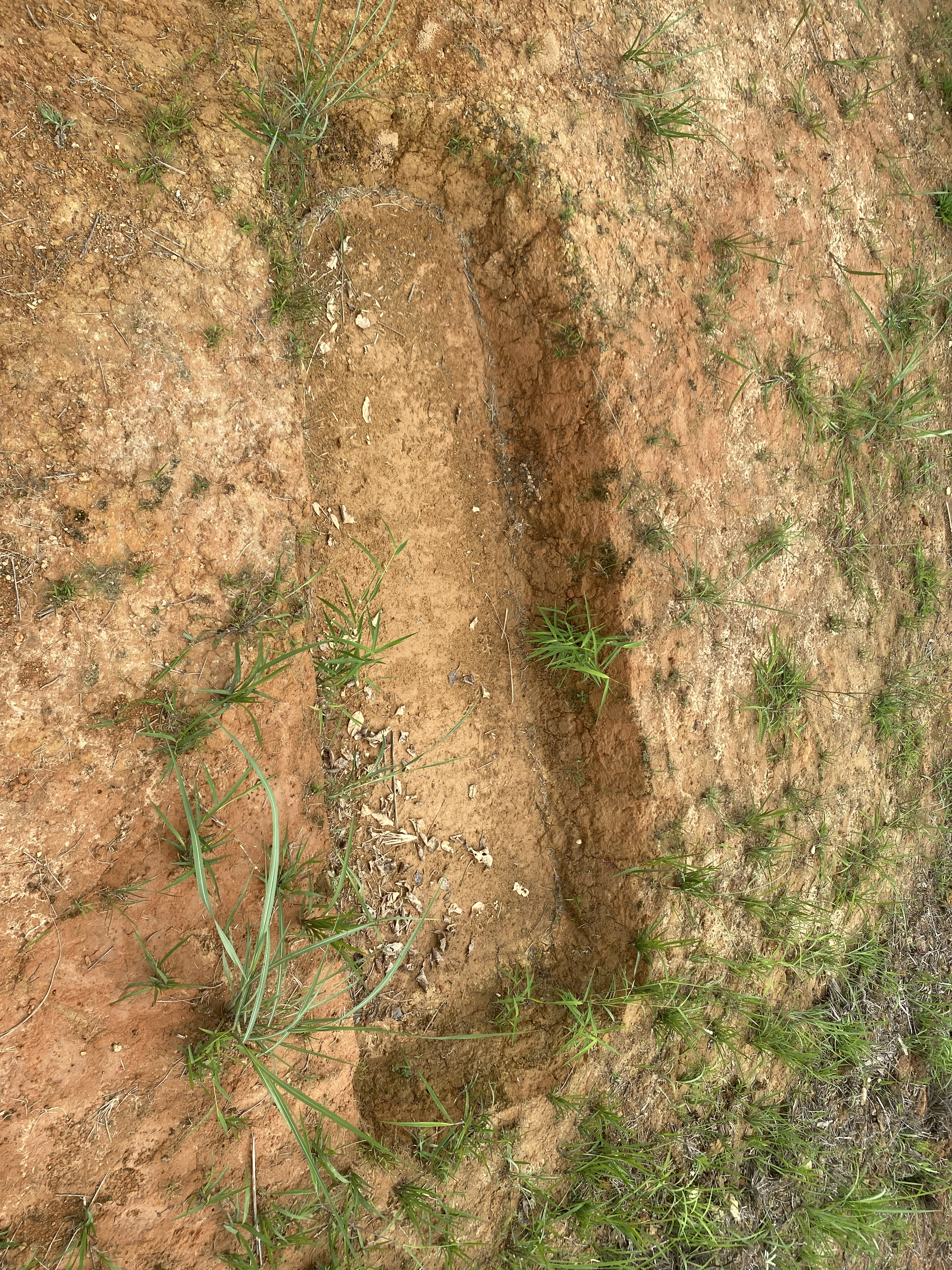
墓坑
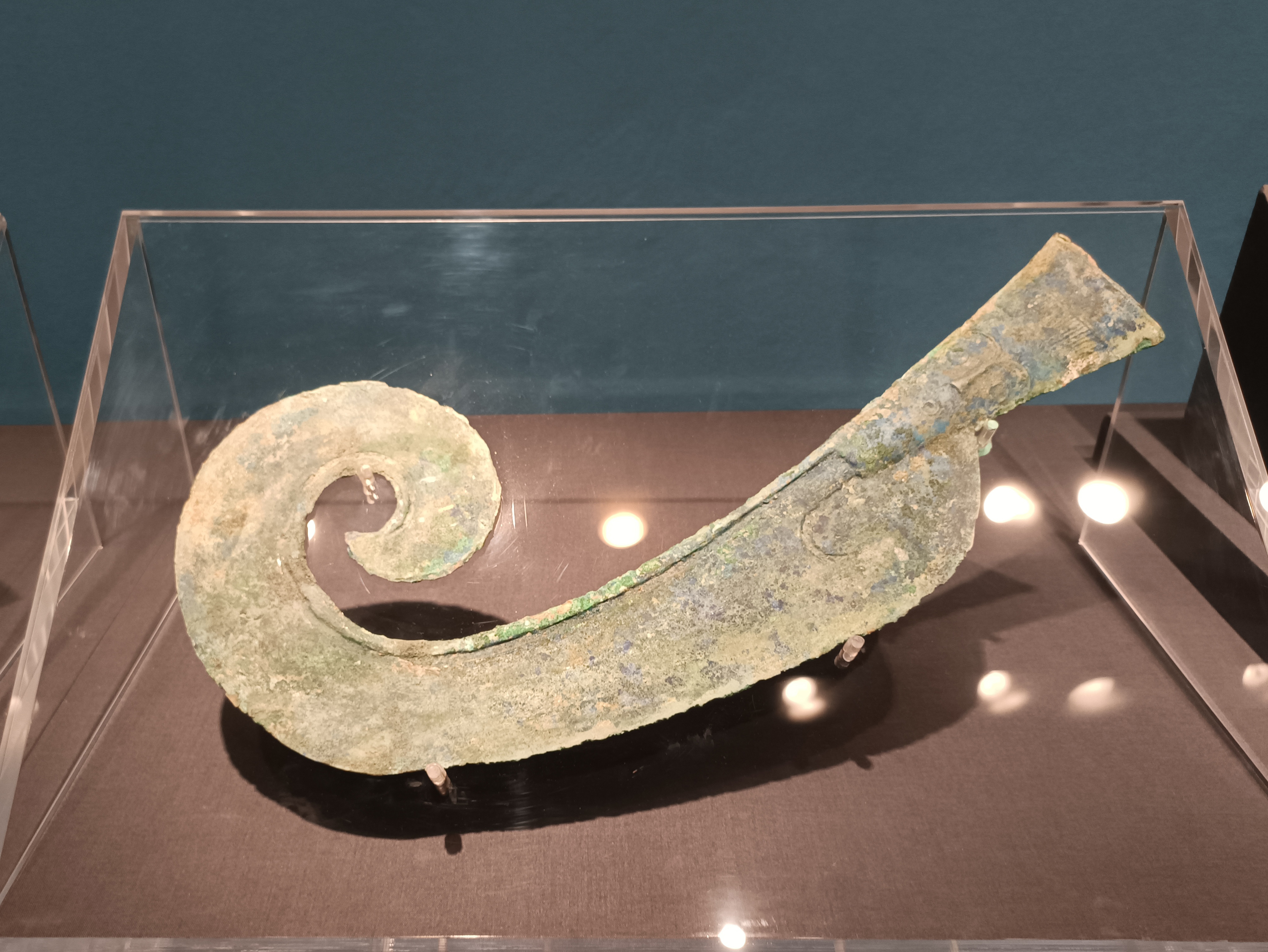
卷尖人面纹铜弯刀，保山市博物馆藏
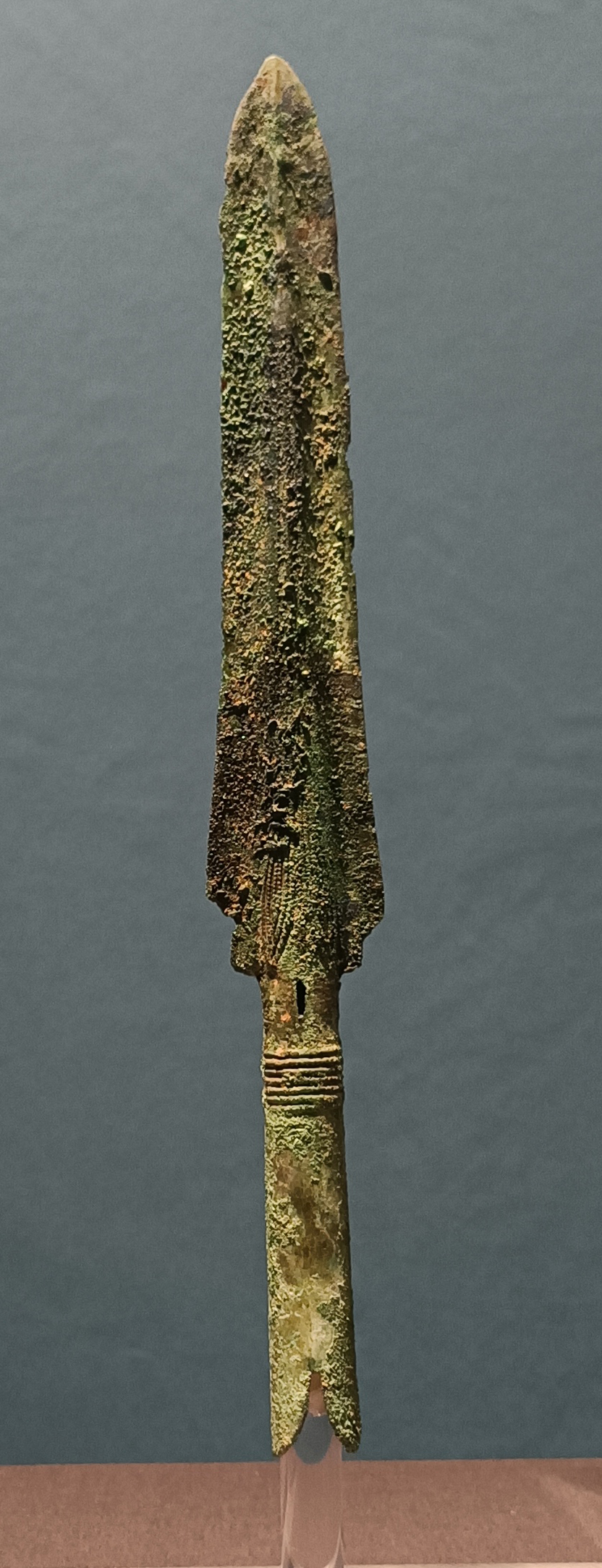
铜矛，保山市博物馆藏
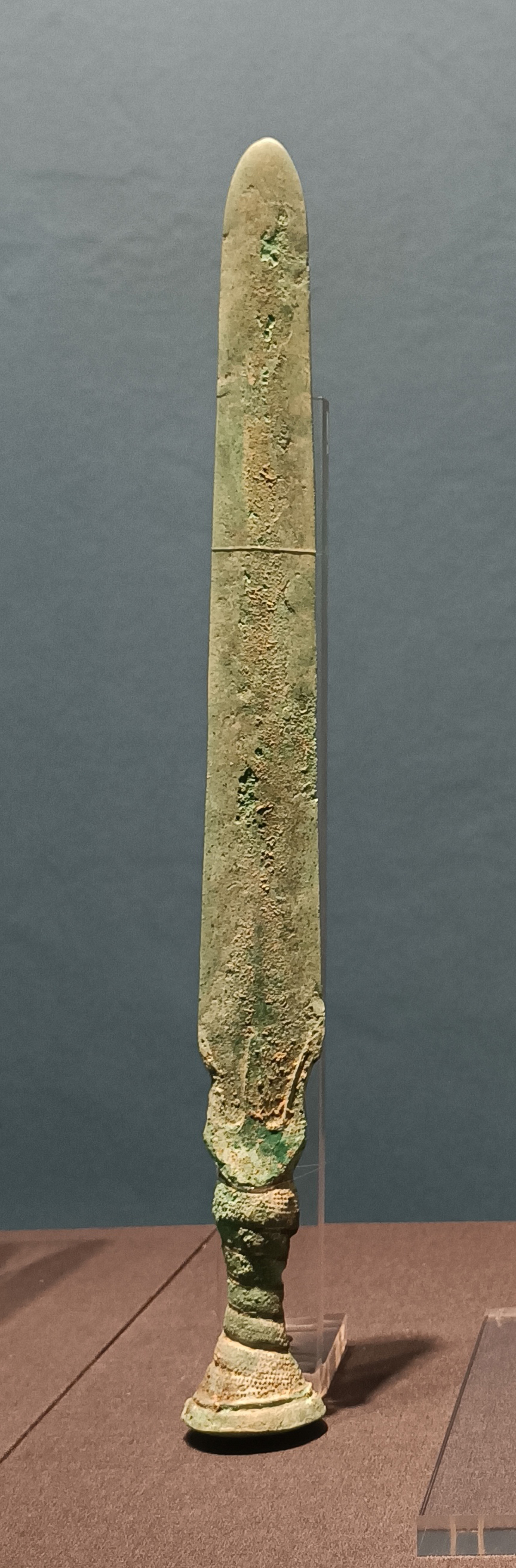
山字格铜剑，保山市博物馆藏
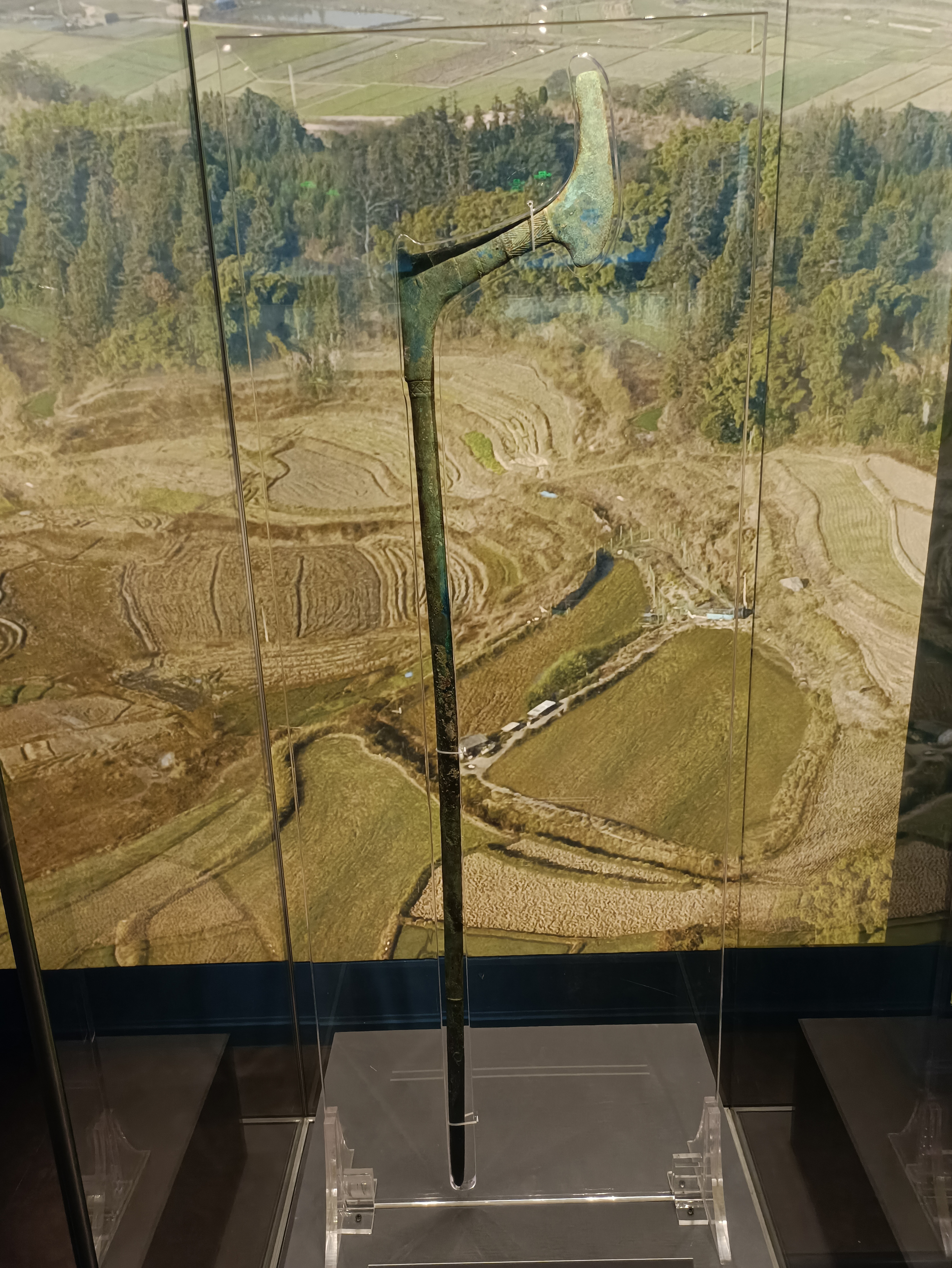
铜柄铜钺，保山市博物馆藏
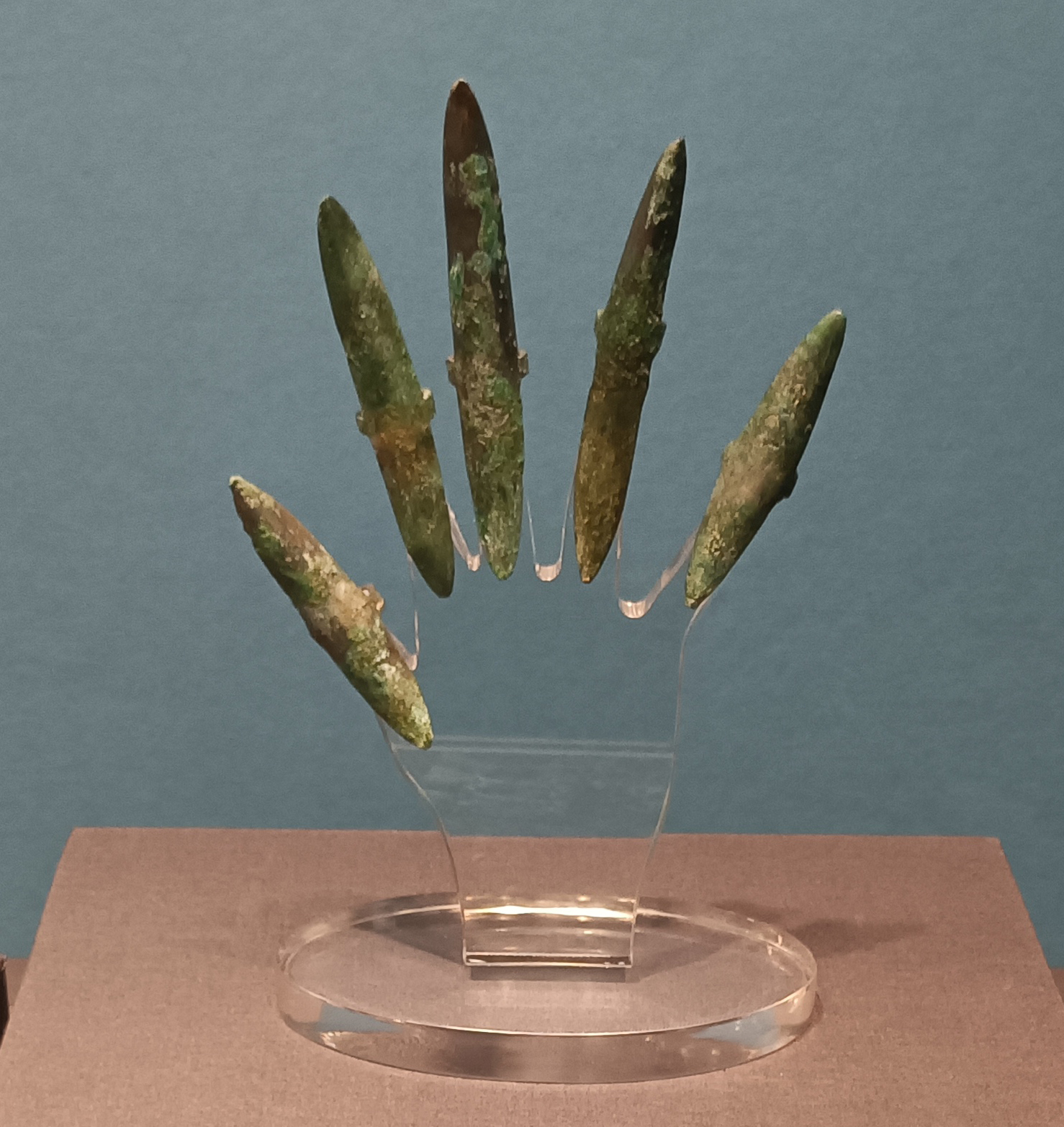
铜指护，保山市博物馆藏
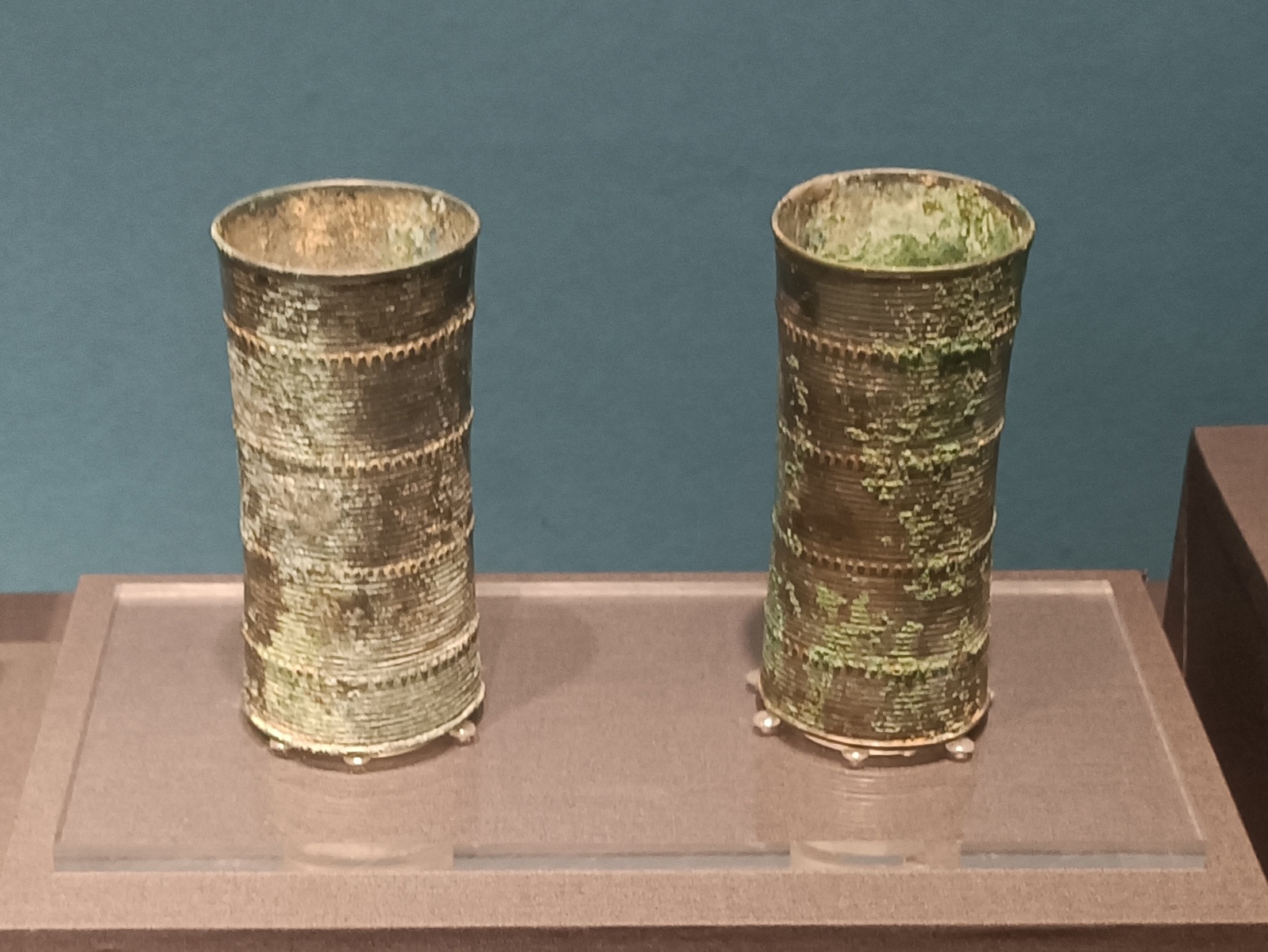
铜臂钏，保山市博物馆藏
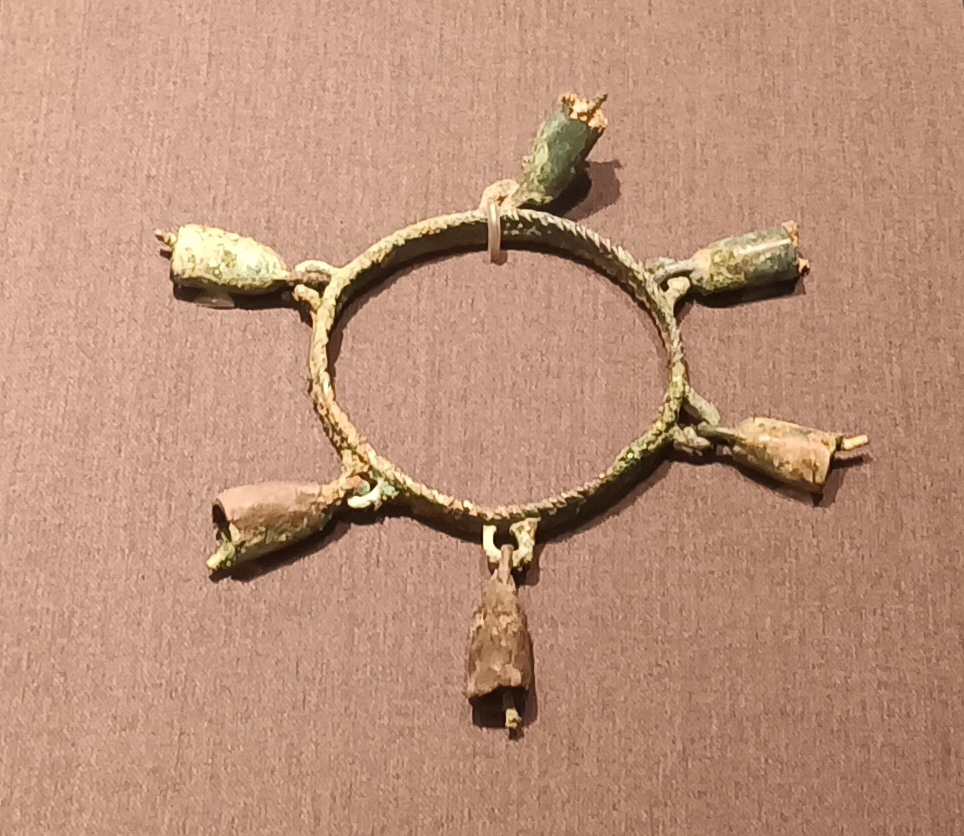
系铃铜镯，保山市博物馆藏
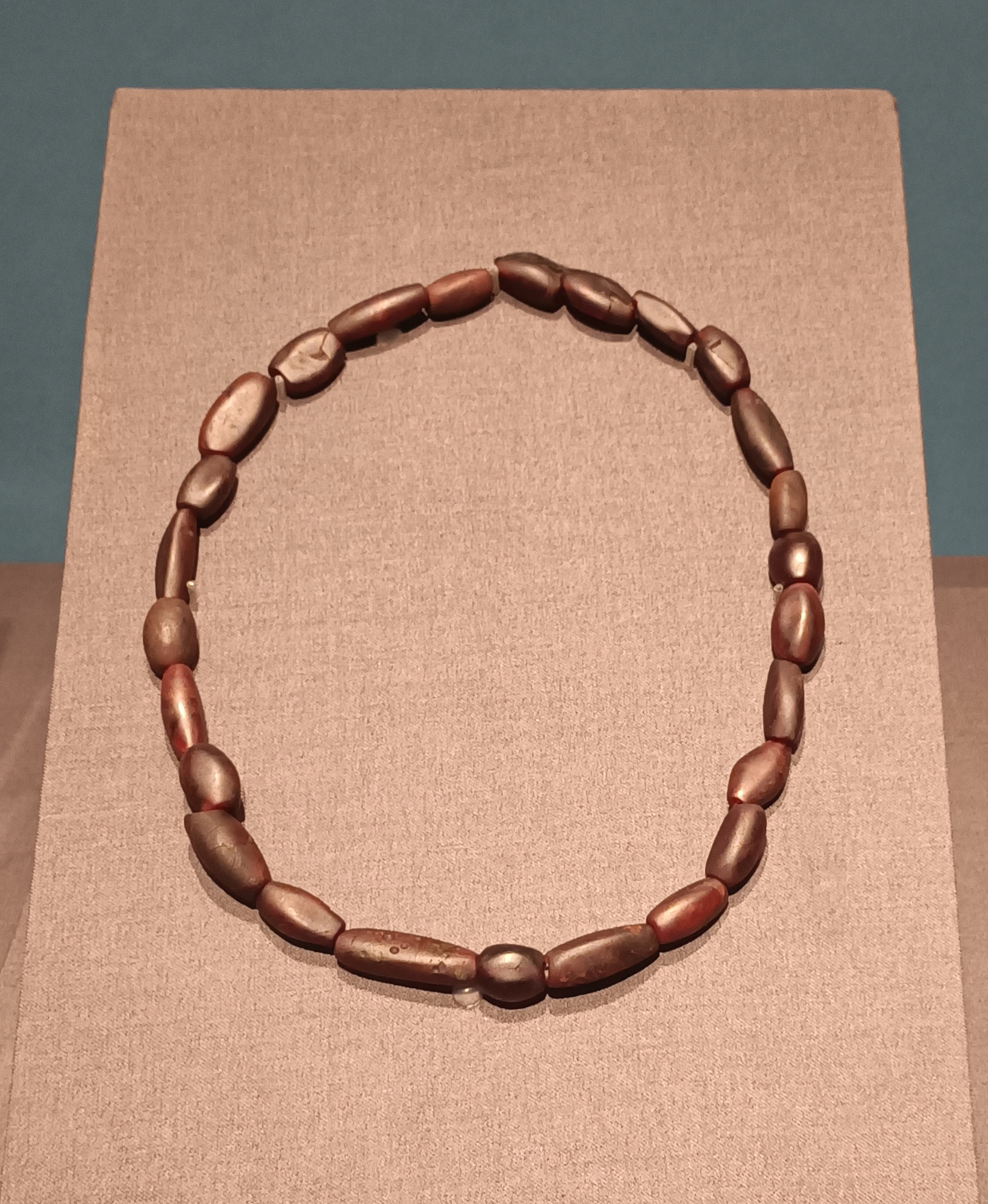
琥珀串珠，保山市博物馆藏

## 保护
大甸山遗址于2013年7月12日公布为第五批昌宁县文物保护单位；2013年12月26日增补为第二批保山市文物保护单位；2019年2月21日公布为第八批云南省文物保护单位；2019年10月7日公布为第八批全国重点文物保护单位。
大甸山遗址计划创建国家考古遗址公园，至2023年正在进行规划编制工作。